# Wells (Texas)
Wells è un centro abitato degli Stati Uniti d'America, situato nella contea di Cherokee dello Stato del Texas.

## Geografia fisica
Wells è situata a 31°29′25″N 94°56′27″W (31.490395, -94.940950).
Wells si trova nella punta più meridionale della Cherokee County, nel Texas orientale, circa 65 miglia (105 chilometri) a sud di Tyler e 17 miglia (27 km) a nord di Lufkin sulla U.S. 69. Nacogdoches è 20 miglia (32 km) a nord-est, Dallas è 165,84 miglia (266,89 km) a nord-ovest, mentre Houston è 137,51 miglia (221,30 km) a sud-est.
Secondo lo United States Census Bureau, ha un'area totale di 2,0 miglia quadrate (5,2 km²).

## Società

### Evoluzione demografica
Secondo il censimento del 2000, c'erano 769 persone, 275 nuclei familiari, e 191 famiglie residenti nella città. La densità di popolazione era di 401,8 persone per miglio quadrato (155,5/km²). C'erano 333 unità abitative a una densità media di 174,0 per miglio quadrato (67,3/km²). La composizione etnica della città era formata dal 72,43% di bianchi, il 18,73% di afroamericani, lo 0,26% di nativi americani, il 6,50% di altre razze, e il 2,08% di due o più etnie. Ispanici o latinos di qualunque razza erano il 9,10% della popolazione.
C'erano 275 nuclei familiari di cui il 30,9% avevano figli di età inferiore ai 18 anni, il 50,2% erano coppie sposate conviventi, il 13,8% aveva un capofamiglia femmina senza marito, e il 30,5% erano non-famiglie. Il 28,0% di tutti i nuclei familiari erano individuali e il 15,6% aveva componenti con un'età di 65 anni o più che vivevano da soli. Il numero di componenti medio di un nucleo familiare era di 2,55 e quello di una famiglia era di 3,13.
La popolazione era composta dal 24,6% di persone sotto i 18 anni, il 9,2% di persone dai 18 ai 24 anni, il 23,7% di persone dai 25 ai 44 anni, il 20,9% di persone dai 45 ai 64 anni, e il 21,6% di persone di 65 anni o più. L'età media era di 38 anni. Per ogni 100 femmine c'erano 90,8 maschi. Per ogni 100 femmine dai 18 anni in giù, c'erano 87,1 maschi.
Il reddito medio di un nucleo familiare era di 21.518 dollari, e quello di una famiglia era di 26.563 dollari. I maschi avevano un reddito medio pro capite di 24.659 dollari contro i 18.542 dollari delle femmine. Il reddito medio pro capite era di 10.639 dollari. Circa il 20,2% delle famiglie e il 28,0% della popolazione erano sotto la soglia di povertà, incluso il 31,4% di persone sotto i 18 anni e il 29,5% di persone di 65 anni o più.